# 1957 en basket-ball
Chronologie du basket-ball
1956 en basket-ball - 1957 en basket-ball - 1958 en basket-ball
Les faits marquants de l'année 1957 en basket-ball :

## Juin
- Championnat d'Europe masculin : URSS.
- Championnat du monde féminin : États-Unis.

## Récapitulatifs des principaux vainqueurs de compétitions 1956-1957

### Masculins
| Europe - Espagne : Real Madrid. - À noter que c'est la première édition du Championnat d'Espagne. - France : ASVEL. - Grèce : Panellínios Athènes. - Israël : Maccabi Tel-Aviv. - Italie : Simmenthal Milano. - URSS : OSK Rīga. - Yougoslavie : AŠK Olimpijia Ljubljana. | Amériques - National Basketball Association : Boston Celtics. | Afrique, Asie, Océanie |

### Féminines
| Europe - France : Paris UC. - Italie : Ginnastica Triestina. | Amériques | Afrique, Asie, Océanie |